# Pilar González Modino
María Pilar González Modino (ur. 25 lipca 1962 w Méridzie) – andaluzyjska polityk, od 2008 sekretarz generalna Partii Andaluzyjskiej. 

## Życiorys
Ukończyła studia licencjackie z dziedziny historii i geografii na Uniwersytecie w Sewilli. W 1995 wstąpiła do Partii Andaluzyjskiej. Była szefową gabinetu ministerstwa turystyki i sportu (2000–2003). Zasiadała w Parlamencie Regionalnym w Sewilli VII kadencji jako przedstawicielka PA (2004–2008), była rzecznikiem frakcji autonomistów (od 2005). W 2004 została wybrana radną Sewilli z listy PA (do 2005). 
Od czerwca 2008 pełni obowiązki sekretarza generalnego Partii Andaluzyjskiej. 